# Sudajew AS-44
Die AS-44 (russisch автомат Судаева АС-44 Awtomat Sudajewa 44) war ein Prototyp eines sowjetischen Sturmgewehres im Kaliber 7,62 × 39 mm.

## Entwicklung
Alexei Sudajew entwickelte die Waffe während der Belagerung von Leningrad in den Jahren 1943/44. Nachdem die Mittelpatrone 7,62 × 39 mm im Jahre 1943 als M43 zur Ordonnanzwaffe erklärt und damit eine zentrale Richtung in der Entwicklung von Handfeuerwaffen vorgegeben worden war, begannen verschiedene sowjetische Waffenkonstrukteure damit, halb- und vollautomatische Waffen für dieses Kaliber zu entwickeln. Ein erster Prototyp Sudajews, ein Rückstoßlader mit Masseverschluss, Holzkolben, Pistolengriff und fest montiertem Zweibein überzeugte Sudajew davon, dass die Patrone zu stark für unverriegelte Waffen war, eine aus einem Selbstladegewehr abgeleitete Konstruktion jedoch zu schwer und unhandlich sein würde. Daher wählte Sudajew den Weg einer radikalen Neukonstruktion, obwohl er mit seiner PPS-43 eine überzeugende Maschinenpistole konstruiert hatte, während Tokarew und Schpagin ihre bewährten Konstruktionen (SWT-40 und PPSch-41) auf das neue Kaliber anpassten.
Alle weiteren Versuchswaffen Sudajews, die zur AS-44 führten, waren Gasdrucklader mit Kippblockverschluss. Das grundlegende Design mit Holzschäftung, Pistolengriff und fest montiertem Zweibein wurde jedoch beibehalten. Da auch die Versuchswaffen anderer Konstrukteure das fest montierte Zweibein aufwiesen, gab es möglicherweise eine entsprechende Forderung der GAU oder des Volkskommissariats für Verteidigungsindustrie. Die AS-44 hatte einen festen Gaskolben mit langem Rücklauf.
Sudajew nutzte als einer der ersten Konstrukteure das Konzept der großen Toleranzen, um die Waffe unter allen Bedingungen funktionsfähig zu halten – ein Konzept, das mit Kalaschnikows AK-47 später zu Weltruhm gelangen sollte.
Eine Kleinserie des zweiten Prototyps wurde für Truppenversuche hergestellt, im Sommer 1945 ausgegeben und erhielt gute Beurteilungen, wurde aber insgesamt als noch nicht ausgereift und zu schwer befunden. Der frühzeitige Tod Sudajews 1946 verhinderte weitere Arbeiten an der Waffe.